# 旧小原家住宅
旧小原家住宅（きゅうおばらけじゅうたく）は、岩手県花巻市東和町に所在する江戸時代の建築物。重要文化財に指定されている。

## 概要
明確な資料がなく、由緒及び住宅の建築年代とも明らかではないが、平面や構造手法からみて18世紀中頃と推定される。建物は曲り家で、突出部が非常に小さく、曲り家として古い形態といえる。平面は他の曲り家と大差ないが、外回りに壁が多く、構造上では上屋柱の省略が少なく、柱の太いことが目立つ。古い時期に直家から曲り家に改造されたもので、発生過程を窺うことのできる貴重な遺構である。1969年（昭和44年）12月18日に重要文化財指定を受け、1975年（昭和50年）に所有者から東和町（当時、現・花巻市）が寄贈され、現在地に移築された。

## 建築
桁行16.3m、梁間9.6m、寄棟造、茅葺。南面突出部桁行5.6m、梁間4.8m。

## 交通アクセス
- 釜石線土沢駅または晴山駅よりタクシーで約10分
- 釜石自動車道東和インターチェンジより車15分

## 周辺施設
- 田瀬ダム
- 丹内山神社
- 三熊野神社 (花巻市)